# 紅嘴巨嘴鳥
紅嘴巨嘴鳥（學名：Ramphastos tucanus），又名紅嘴鵎鵼，是分佈在哥倫比亞東南部、厄瓜多爾東部、秘魯東部、玻利維亞北部、委內瑞拉東部與北部、及巴西西部與北部的亞馬遜雨林地區，包括亞馬遜盆地附近托坎廷斯河及阿拉瓜亞河流域及圭亞那的鳥類。牠們棲息在熱帶潮濕森林，也會在林地及塞拉多地區的河流森林出沒。
紅嘴巨嘴鳥其下有兩個亞種，包括南部及西部的指名亞種R. t. tucanus，並東部及北部的南美鵎鵼（R. t. cuvieri）。這兩個亞種最初都被認為是獨立的物種，但由於牠們只有喙的顏色不同，而兩者接近時會交互繁殖，故只屬於亞種的分別。於玻利維亞的亞種R. t. inca的有效性被受質疑，可能只是兩個亞種的混種。

## 特徵

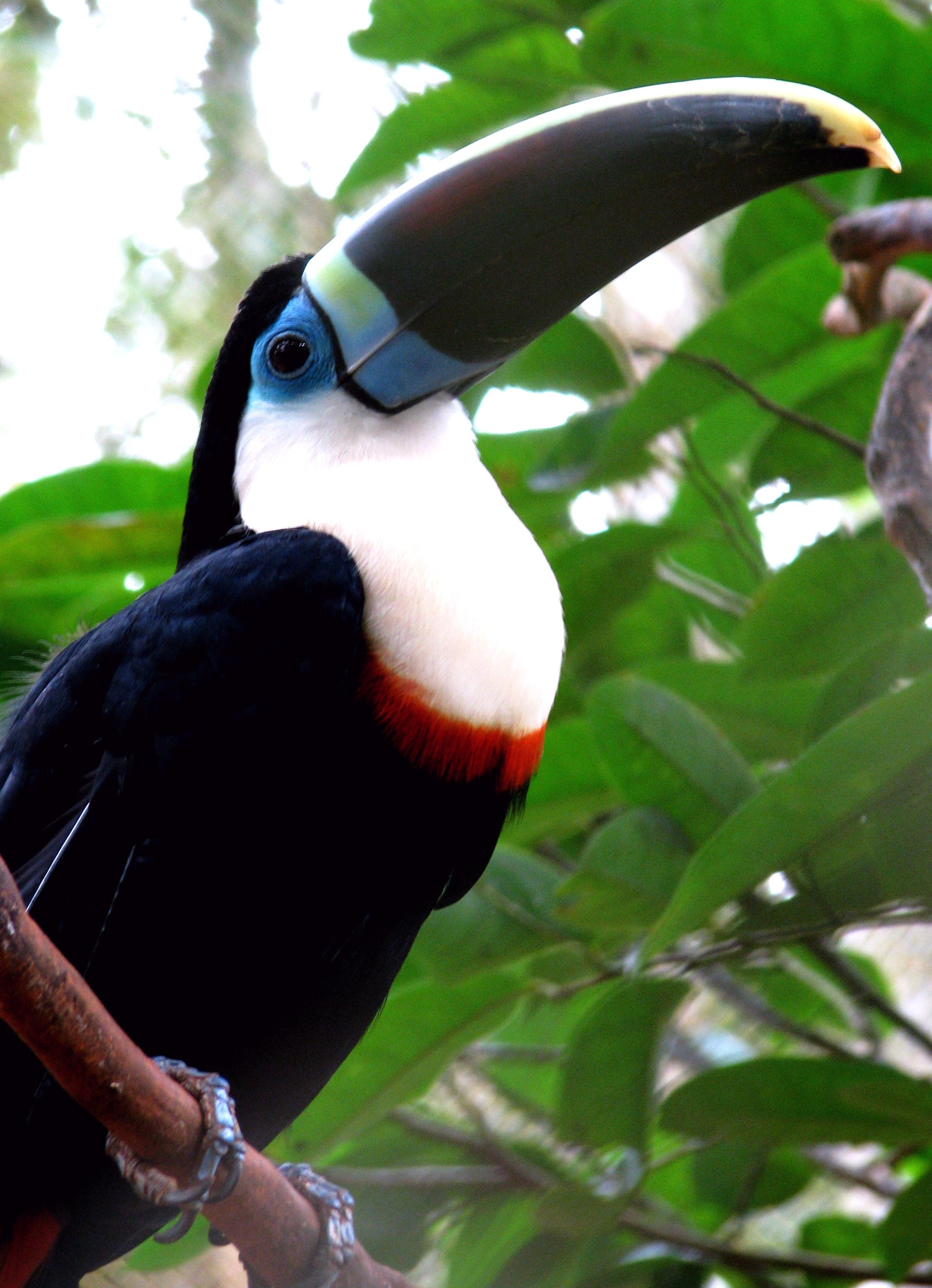
紅嘴巨嘴鳥兩個亞種的中間種。

紅嘴巨嘴鳥有一個巨大且顏色鮮艷的喙。牠們總長55-60厘米及重600克。喙一般長14-18厘米。只有托哥巨嘴鳥比牠們大。
紅嘴巨嘴鳥的羽毛黑色，喉嚨白色，胸部有一道幼紅間。臀部呈黃色，圍肛羽紅色。眼睛周圍沒有羽毛及呈藍色。喙端黃色，喙脊、上頜底及下頜底都是藍色的。南美鵎鵼的喙其他部份為黑色，R. t. tucanus的喙的其他部份則是赤褐色，兩者之間的則是混色。雄鳥較雌鳥大，喙也較長。
雛鳥的喙較短，羽毛較多黑色及沉色。
南美鵎鵼與凹嘴巨嘴鳥亞種的黃脊鵎鵼差不多完全一樣，但後者較細小，喙相對也較短。牠們兩者的叫聲也有分別。

## 行為
紅嘴巨嘴鳥以小群或一對的生活。牠們很少飛行多於100米。牠們主要是棲於樹上，以果實、漿果、花絮為食物，但也會吃昆蟲、蜘蛛、蛇、蜥蜴、細小的鳥類及鳥蛋。

## 繁殖
紅嘴巨嘴鳥每次會生2-4隻蛋，鳥蛋白色。牠們會在樹穴中築巢或居於啄木鳥的舊巢。
雄鳥及雌鳥也會孵蛋，孵化期為14-15日。雛鳥出生時未能看見及沒有羽毛，腳跟上有獨特的保護墊。雙親也會餵養牠們，約6個月就會換羽。餵哺多幾個星期後，雛鳥就會離開巢穴。

## 保育狀況
其被列為《瀕危野生動植物種國際貿易公約》附錄二的物種，被限制出口及貿易。

## 外部連結
- Internet Bird Collection
- VIREO （页面存档备份，存于）